# Bitchin' Bajas
Bitchin' Bajas is een band die als zijproject wordt beheerd door Cooper Crain, die ook gitarist/organist is van de band Cave. De andere leden zijn Dan Quinlivan en Rob Frye. Hun eerste album Tones & Zones kwam uit in 2010. Ze hebben albums opgenomen en live uitgevoerd in samenwerking met artiesten als Natural Information Society, Bonnie Prince Billy en Olivia Wyatt. Hun muziek was te horen in een aantal BBC-radioprogramma's.

## Bezetting
- Cooper Crain
- Dan Quinlivan
- Rob Frye

## Discografie

### Albums
- 2010: Tones & Zones
- 2011: Water Wrackets
- 2012: Vibraquatic
- 2013: Bitchitronics
- 2014: Bitchin Bajas
- 2015: Automaginary (Natural Information Society & Bitchin' Bajas)
- 2016: Epic Jammers and Fortunate Little Ditties (Bitchin' Bajas en Bonnie Prince Billy)
- 2016: Sailing a Sinking Sea (Olivia Wyatt + Bitchin' Bajas)
- 2017: Bajas Fresh

### Ep's
- 2013: Krausened
- 2015: Transporteur

### Singles
- 2010: Bitchin Bajas/Moon Duo